# Far (familie)
 For alternative betydninger, se Far. (Se også artikler, som begynder med Far)
Far eller fader  er betegnelsen for et hankønsvæsen, der har fået afkom. Det bliver også brugt om mænd, der udfylder en faderrolle for andre. Ordet far er grundlæggende en biologisk betegnelse, men adopterede børn og stedbørn kalder ofte adoptivfaren eller stedfaren for far. Status som far varer livet ud, men faderrollen stopper gerne, når afkommet bliver kønsmodent (dyr), eller socialt og økonomisk uafhængigt i ungdomstiden (mennesker). 
For mange arter er faderrollen nærmest ubetydelig eller helt fraværende. Søheste er imidlertid et eksempel på det modsatte; hos disse - og enkelte andre arter - har faren overtaget den primære omsorg for afkommet.  

## Fædre i kunst og kultur
I kristendommen fremstilles Gud som menneskebørnenes fader, og fadervor er den mest udbredte bøn. 